# Elettro idraulica
Si definisce elettro-idraulico un meccanismo che riunisce e sfrutta le caratteristiche e le proprietà dei circuiti idraulici ed elettrici. Ad esempio molti servomeccanismi hanno tra i loro fondamentali componenti proprio questi sistemi, composti per lo più da una pompa idraulica azionata da un motore elettrico, dove, grazie al principio dei vasi comunicanti, con il minimo sforzo (kW) si riesce a muovere grandi masse (kg).